# Pfarrkirche Globasnitz

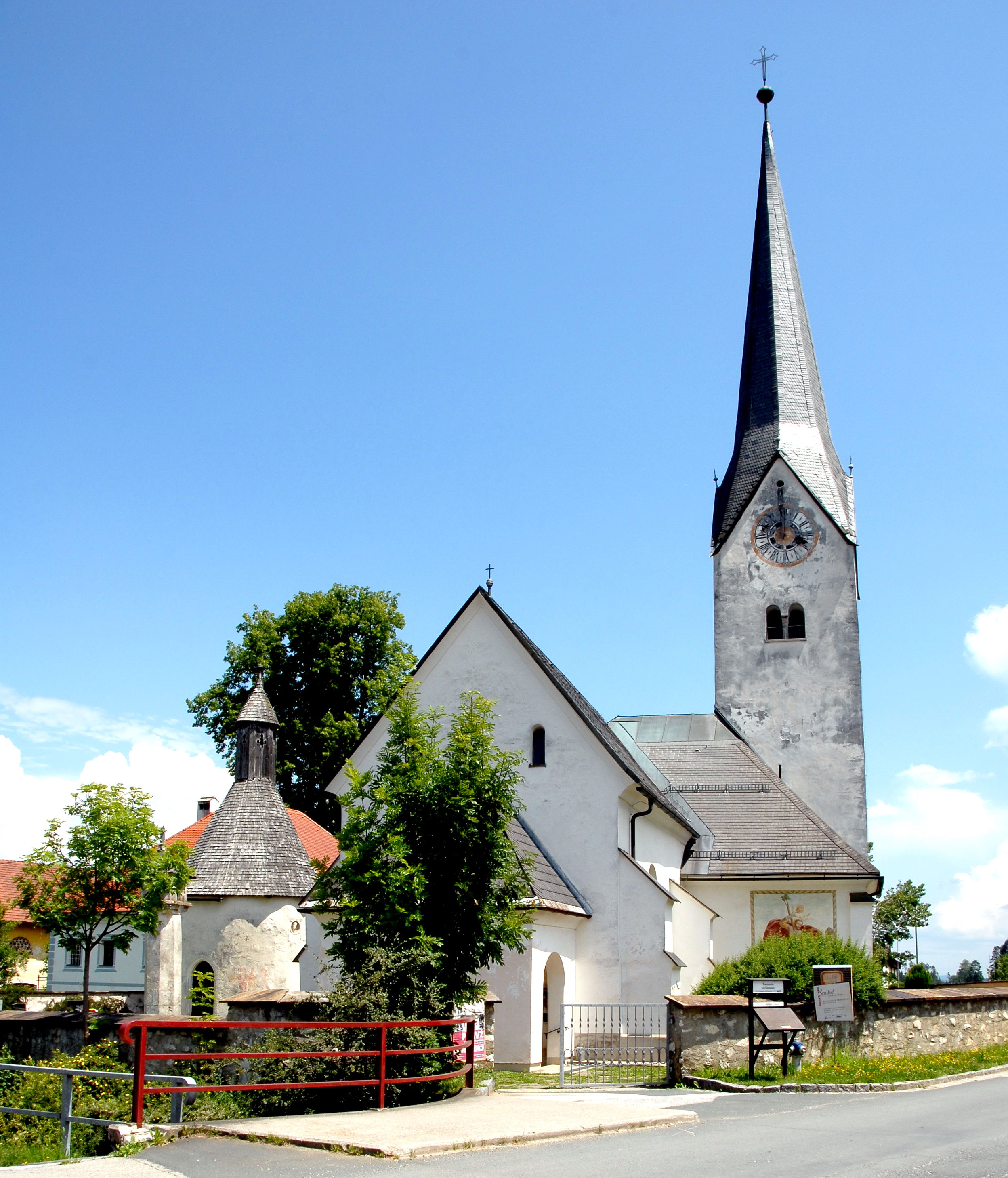
Katholische Pfarrkirche Mariä Himmelfahrt in Globasnitz

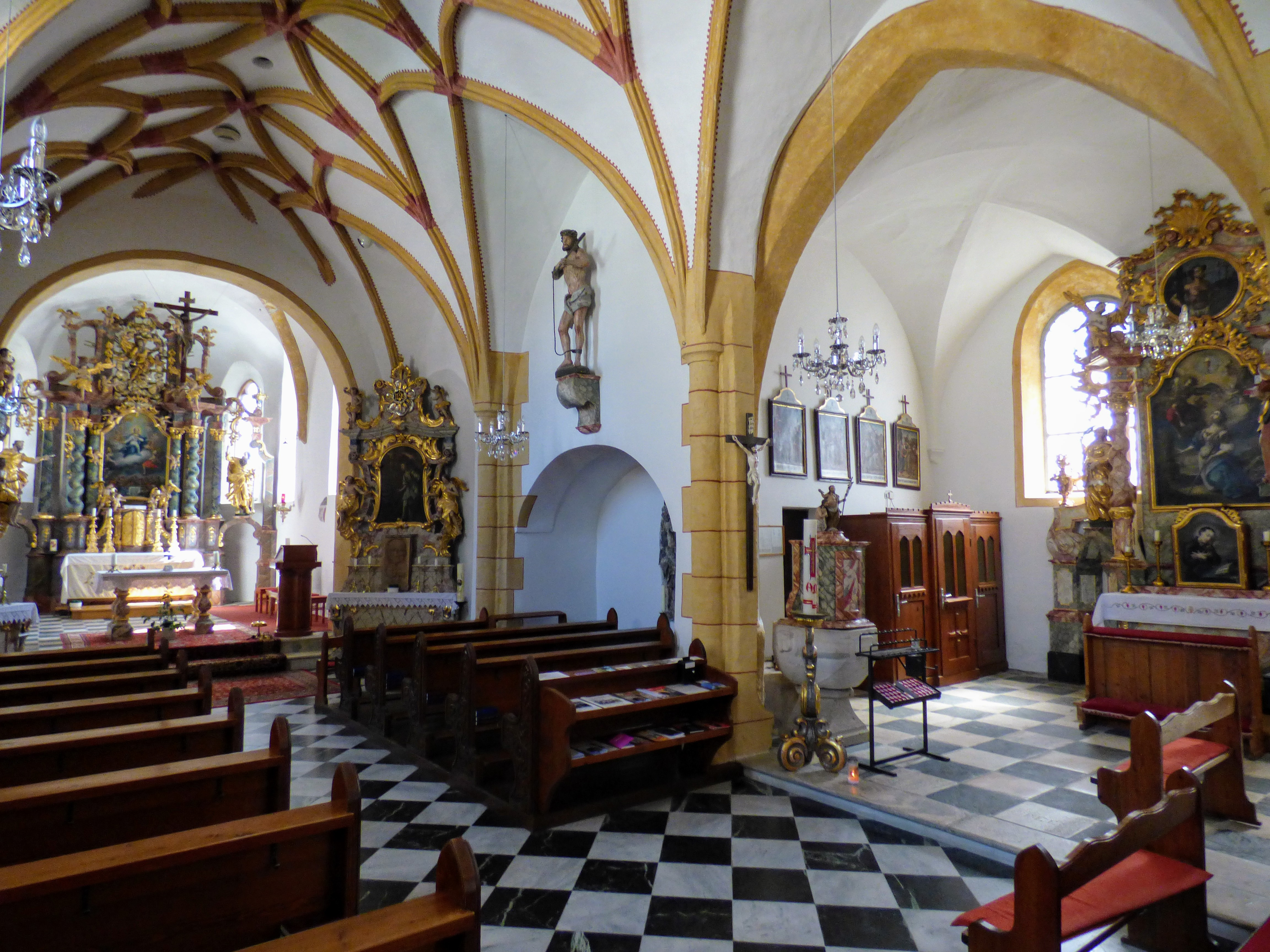
Hochaltar, rechter Seitenaltar und Südkapelle

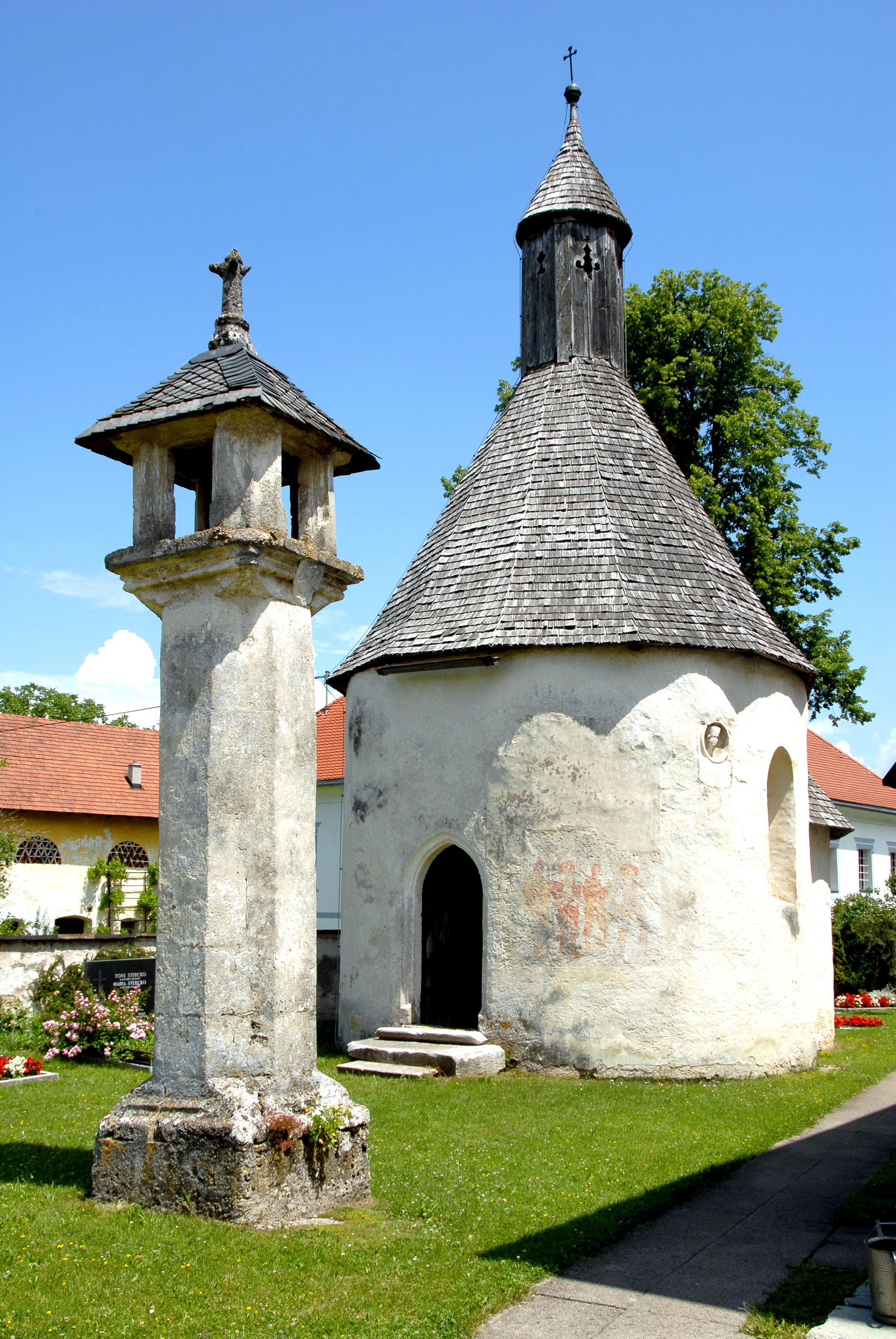
Lichtsäule und Karner

Die römisch-katholische Pfarrkirche Globasnitz steht in der Gemeinde Globasnitz im Bezirk Völkermarkt in Kärnten. Die dem Patrozinium Mariä Himmelfahrt unterstellte Pfarrkirche gehört zum Dekanat Eberndorf/Dobrla vas in der Diözese Gurk-Klagenfurt. Die Kirche und der Friedhof mit einer in die Ummauerung integrierten Kapelle stehen unter Denkmalschutz (Listeneintrag).

## Geschichte
Die Kirche war zunächst Eigenkirche der Junecker, dann der Spanheimer und kam 1265 unter das Patronat des Stiftes Eberndorf. Als Pfarre wurde Globasnitz erstmals 1296 genannt.

## Architektur
Die im Kern des Langhauses und des Turmes romanische Kirche wurde in der Zeit der Gotik verändert und 1946 um eineinhalb Joche nach Westen verlängert. Zweistufige Strebepfeiler stützen den um 1300 errichteten Chor. Der Turm an der Südseite des Schiffes besitzt im Glockengeschoß Biforienfenster und wird von einem Spitzgiebelhelm bekrönt. Westlich des Turmes ist eine gotische Kapelle angebaut, nördlich des Chores befindet sich ein Sakristeianbau mit einem barocken Oratorium im Obergeschoß.
Über den vier ursprünglichen Jochen des Langhauses erhebt sich ein spätgotisches Schlingrippengewölbe auf dem frühen 16. Jahrhundert über Wandvorlagen mit Halbsäulen. In dem neuen Westjoch ist eine Orgelempore eingebaut. In gotischen Südkapelle wurden in der Barockzeit die Gewölberippen abgeschlagen, die Wappenkonsolen blieben jedoch erhalten. Im einjochigen Chor hat sich das Kreuzrippengewölbe erhalten, während im Chorschluss die Gewölberippen entfernt und die Nonnenköpfe der Maßwerksfenster innen vermauert wurden.
Die aufgedeckten Wandmalereien im Chorschluss entstanden in zwei Etappen: Die ältere Schicht mit den Standfiguren der Apostel Paulus und Jakobus major stammen aus der ersten Hälfte des 14. Jahrhunderts, die jüngeren Darstellungen der Heiligen Ägidius und Florian sowie das Stifterwappen der Weispriacher malte 1467 Peter Seyter.

## Einrichtung
Den barocken Hochaltar mit Opfergangsportalen schuf 1770/71 Johann Georg Mersy. Die Mittelnische birgt eine Marienstatue mit Kind. Über den Opfergangsportalen stehen die Statuen der Apostelfürsten Petrus und Paulus. Den Aufsatz bildet eine plastische Darstellung der Heilig-Geist-Taube sowie die Figur Gottvaters umgeben von Putti.
Die beiden Seitenaltäre entstanden 1770. Auf den Altarblättern ist links die heilige Katharina und rechts die heilige Margareta dargestellt. Der um 1760 entstandene Rokokoaltar in der südlichen Kapelle trägt die Skulptur der heiligen Barbara, flankiert von den Heiligen Apollonia und Lucia. Das Weihwasserbecken vor der Südkapelle wurde aus einem römerzeitlichen Grabmal geschaffen.
Zur weiteren Ausstattung der Kirche zählen die Statuen des heiligen Johann Nepomuk und eines Schmerzensmannes sowie ein spätgotischer Taufstein mit neuerem Aufsatz.
Die Orgel ist aus 1996.

## Karner

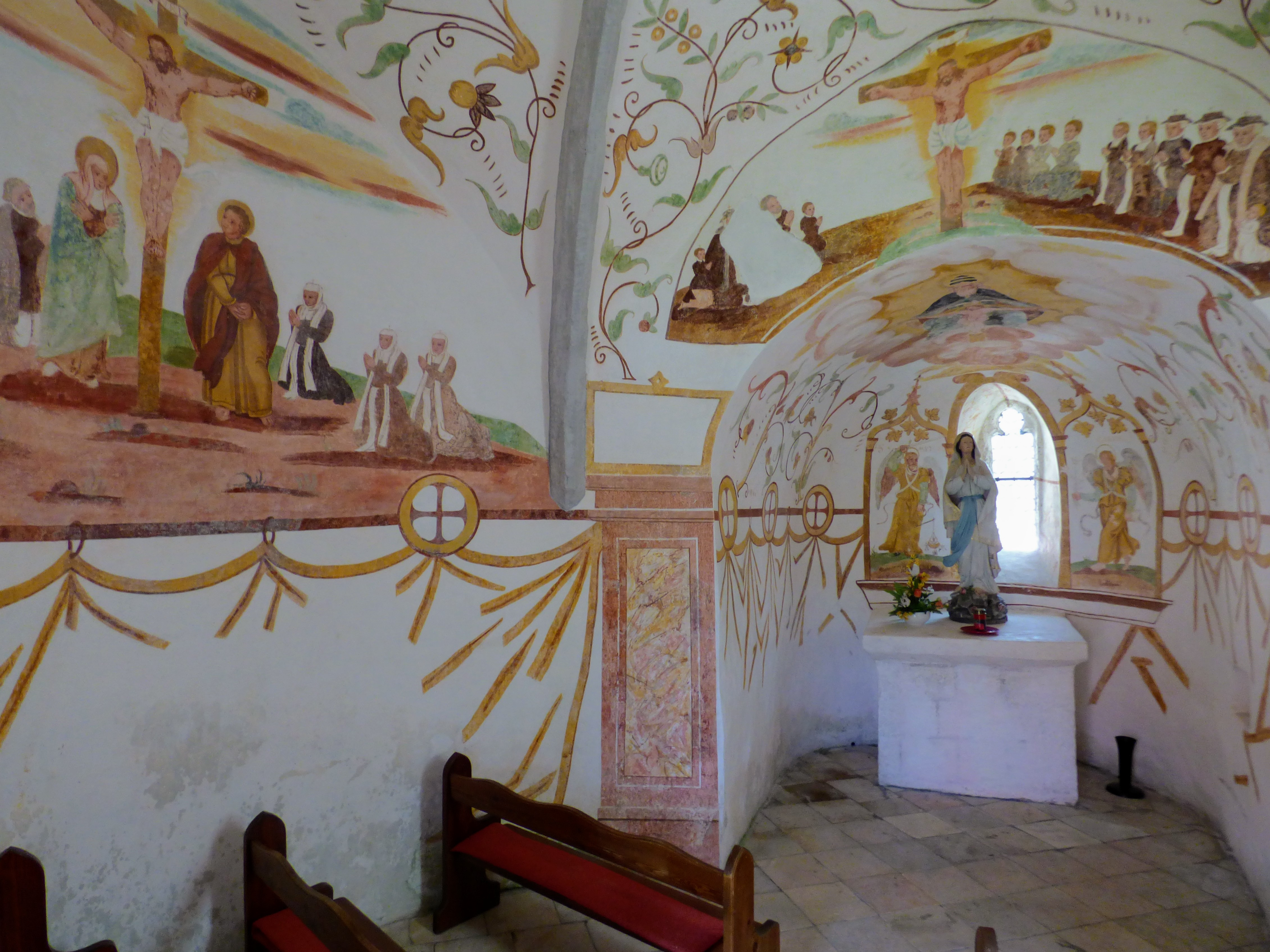
Wandmalereien im Karner

Der Karner nördlich der Kirche ist ein spätromanischer Rundbau mit einem Holztürmchen über dem Kegeldach und einer hufeisenförmiger Apsis. Die an der Außenseite eingemauerte Medaillonstele der Peccia Ingenua mit Portraitbüste und Grabinschrift stammt von der Wende vom ersten zum zweiten nachchristlichen Jahrhundert. Die Wandmalerei mit den vier Lanzenträgern aus dem 16. Jahrhundert dürften Teil einer Kreuzigungsszene gewesen sein. Ein spitzbogiges Portal führt in den kreuzrippengewölbten Innenraum, der mit frühbarocken Ranken, den figürlichen Darstellungen der Erzengel Michael und Gabriel, einen Gnadenstuhl sowie einer Kreuzigung mit Stiftern bemalt ist.

## Lichtsäule
Die Lichtsäule aus dem frühen 16. Jahrhundert besteht aus einem Tabernakel auf einem achteckigen Pfeiler mit dem Wappen der Weispriacher.